# Sbracciantizzazione
La sbracciantizzazione est une mesure de la politique suivie par le régime fasciste en Italie.
Cette mesure avait pour but de réduire le nombre de braccianti  en faveur des  métayers, locataires et colons afin de développer la petite et moyenne propriété.

## Description et conséquences
Réalisée lors des mesures prises à l'occasion de la bataille du blé, la sbracciantizzazione   a contribué à augmenter le contrôle social de la propriété foncière et avait pour objectif de réussir à  ruraliser le pays entier.
L'objectif était de rendre l'Italie autosuffisante grâce à sa production agricole.
Dans les campagnes de l'Italie du nord on assiste au démantèlement progressif des coopératives et ligues de braccianti socialistes en faveur de formes inspirées des principes du corporatisme.

## Résultats
Parmi les résultats atteints grâce à la politique de « sbracciantizzazione » on note une réduction radicale de 44 % à 28 % de la proportion des travailleurs agricoles sans terre, avec comme résultat une meilleure implication dans le processus productif et l'augmentation de l'indice de production qui passa de 88 à 100.